# Mariusz Łoś
Mariusz Łoś (* 20. Mai 1982) ist ein polnischer Ringer, Vize-Europameister 2009 im griechisch-römischen Stil im Bantamgewicht.

## Werdegang
Mariusz Łoś ist Mitglied des Sportvereins Agros Zamosc. In diesem Verein hat er 1992 mit dem Ringen begonnen und wird dort von Boguslaw Danilowicz trainiert. Der 1,64 Meter große Athlet wiegt ca. 60 kg, startet aber bei internationalen Meisterschaften immer im Bantamgewicht, der Gewichtsklasse bis 55 kg Körpergewicht. Er hat sich ganz auf den griechisch-römischen Stil konzentriert.
Der rotblonde Athlet gehörte bereits seit Ende der 1990er Jahre zu den besten polnischen Ringern im Juniorenalter. Er nahm an den Junioren-Weltmeisterschaften 1999 in Nykøbing und 2001 in Taschkent und an den Junioren-Europameisterschaften 2002 in Subotica teil, konnte sich aber bei keiner dieser Meisterschaften im Vorderfeld platzieren. 2002 und 2003 belegte er bei den polnischen Senioren-Meisterschaften im Bantamgewicht jeweils den 3. Platz. Von 2003 bis 2006 hatte er eine Durststrecke zu überwinden, denn er konnte sich in Polen gegen den Weltmeister von 2003 im Bantamgewicht Dariusz Jabłoński, gegen Pawel Kramarz und gegen Piotr Jabłoński nicht durchsetzen.
2006 belegte er bei der Universitäten-Weltmeisterschaft in Ulaanbaatar im Bantamgewicht den 9. Platz. Bei der Europameisterschaft 2007 in Sofia verlor er gleich seinen ersten Kampf gegen den Ukrainer Vugar Ragimow und landete auf dem 18. Platz. 2008 konnte er sich bei zwei Olympia-Qualifikations-Turnieren, eines in Ostia bei Rom, wo er Fünfter wurde und eines in Novi Sad, wo er den 12. Platz belegte, nicht für die Olympischen Spiele in Peking qualifizieren.
Im Jahre 2009 kam dann bei der Europameisterschaft in Vilnius der große Durchbruch für Mariusz Łoś, denn er wurde dort mit Siegen über Jan Hocko aus Tschechien, Anar Zeinalow aus Estland u. Alexandar Kostadinow aus Bulgarien und einer Niederlage im Endkampf gegen Jani Haapamäki aus Finnland Vize-Europameister.
Mariusz Łoś ist auch in Deutschlands Ringerkreisen sehr bekannt, denn er ringt seit 2004 in der deutschen Bundesliga. Er war dabei für die Wettkampf-Gemeinschaft AC Auerbach/RC Chemnitz, für den AV Germania Markneukirchen und für den TSV Dewangen am Start.

## Internationale Erfolge
| Jahr | Platz | Wettbewerb                               | Gewichtsklasse | |
| 1999 | 15.   | Junioren-WM in Nyköbing                  | bis 42 kg KG   | Sieger: Rustam Sindikow, Russland |
| 2001 | 10.   | Junioren-WM in Taschkent                 | bis 50 kg KG   | Sieger: Roman Amojan, Armenien |
| 2002 | 13.   | Junioren-EM in Subotica                  | Bantam         | Sieger: Armen Antonjan, Armenien vor Wenelin Wenkow, Bulgarien u. Emin Baschirow, Aserbaidschan                                          |
| 2006 | 9.    | Universitäten-WM in Ulaanbaatar          | Bantam         | Sieger: Spencer Thomas Mango, USA vor B. Yasein, Iran                                                                                    |
| 2007 | 5.    | Vantaa-Cup                               | Bantam         | hinter Lee Jung-baik, Südkorea, Damir Achmedschanow, Russland, Leven Miagkyi, Ukraine u. Sam Hazewinkel, USA                             |
| 2007 | 18.   | EM in Sofia                              | Bantam         | nach einer Niederlage gegen Vugar Ragimow, Ukraine                                                                                       |
| 2007 | 3.    | Großer Preis von Deutschland in Dortmund | Bantam         | hinter Eduardis Telles Zamora, Schweden u. Vugar Ragimow, gemeinsam mit Scherali Schedmanow, Usbekistan, vor Sergei Skrypka, Deutschland |
| 2008 | 2.    | Großer Preis von Deutschland in Dortmund | Bantam         | hinter Jasnier Hernandez, Kuba, vor Dustin Scherf, Deutschland u. Anar Zeinalow, Estland                                                 |
| 2008 | 5.    | Olympia-Qualif.-Turnier in Ostia bei Rom | Bantam         | hinter Jiao Hua Feng, China, Alexandar Kostadinow, Bulgarien, Lascha Gogitadse, Georgien u. Romen Amojan                                 |
| 2008 | 12.   | Olympia-Qualif.-Turnier in Novi Sad      | Bantam         | Sieger: Asset Imanbajew, Kasachstan vor Juri Kowal, Ukraine                                                                              |
| 2009 | 2.    | Großer Preis von Ungarn in Szombathely   | Bantam         | hinter Kohei Hasegawa, Japan, vor Spencer Thomas Mango u. Kristjan Friis, Serbien                                                        |
| 2009 | 2.    | EM in Vilnius                            | Bantam         | mit Siegen über Jan Hocko, Tschechien, Anar Zeinalow u. Alexandar Kostadinow u. einer Niederlage gegen Jani Haapamäki, Finnland          |

## Weblink
- Marius Los (blau) im Kampf gegen Roman Amojan beim Olympia-Qualif.-Turnier in Ostia

| Personendaten    | Personendaten     |
| ---------------- | ----------------- |
| NAME             | Łoś, Mariusz      |
| KURZBESCHREIBUNG | polnischer Ringer |
| GEBURTSDATUM     | 20. Mai 1982      |